# 練馬殺人事件
練馬殺人事件（日语：／)，是1983年（昭和58年）6月27日，發生於日本東京都練馬區大泉學園町的殺人事件，一家5人遭到殺害。

## 案件經過
1983年2月，48歲的房地產估價師朝倉幸治郎決定投入房地產交易行業，他以家庭定期存款、自宅、事務所與老家的山林地為抵押，向銀行申借了1.45億日元的短期貸款，以購入一處估值約2.1億日元的練馬區法拍房地產物件。該物件位於練馬區大泉學園町六丁目，為木造兩層建築，土地面積624平方公尺，建築面積132.93平方公尺。最終，朝倉以1.028億日元順利拿下了此房產。由於還款期短加上利息高昂，朝倉需要盡快將此物件轉手。
然而，此物件是業界有名的「問題物件」，因為被原租客白石家非法占用，若試圖依現狀出售，價值將會大幅降低，甚至難以出售。白石家也知道這一點，因此對朝倉索取高達2000萬日元的搬遷費用。此房產本來是白石家的太太白石幸子的父親所有，以相當低廉的價格租給女兒一家，並簽訂了五年的租期。然而就在第五年，幸子的父親生意失敗，導致此房產被強制法拍，直到朝倉拍下此房產時，原訂租約早已失效，白石家屬於非法佔用。其實朝倉在競標前就知道此物件有問題，妻子也表達過擔憂，但是朝倉認為可以透過訴訟讓法院發出強制交屋命令，以此逼迫白石家離開。然而，朝倉錯估了法律程序所需要的時間，儘管透過協商、法律訴訟等各種手段試圖逼迫白石家搬離，但是隨著時間一點一點過去，朝倉始終找不到有效的辦法驅離白石家。
但是急於出手的朝倉早就簽下出售協議，交屋期限與貸款的還款日期一樣定在1983年6月30日，若是沒能按時交屋，將產生大額的違約金。眼見鉅額貸款與交屋期限即將雙雙到期，絕望的朝倉開始計畫殺害白石一家，然後偽裝製造白石家已經搬走的假象。他刻意在東京都內不同的商店購買了各種工具，包括鐵槌、剁刀、斧頭、園藝剪、手鋸、電動絞肉機等等，租用了一處公寓以存放這些工具，並臨時購買了一輛二手轎車用以運屍。
1983年6月27日，朝倉在下午兩點左右以談判為由再次拜訪了白石家，進屋後朝倉首先以鐵鎚殺害了帶他進屋白石家太太白石幸子（41歲），隨後同樣以鐵鎚殺害了發現母親倒地而大聲哭喊的次子正利（1歲，雙胞胎哥哥因病早夭），徒手勒斃了躲在臥室中的三女昌子（6歲），然後他將三具遺體拖至洗手間隱藏，並將屋內的血跡進行了清理。下午四點，次女朋子（9歲）放學返家，朝倉套話後得知10歲的長女吉子（化名）參加林間學校，今天不會返家，然後便以屋內吸塵器的電線勒斃了朋子並同樣藏在洗手間。晚上九點半左右，一家之主白石明（45歲）下班返家，被埋伏在客廳的朝倉以斧頭殺害。殺害白石一家五口之後，按朝倉的原計畫應盡快處理遺體，然而此時已時值深夜，朝倉擔心發出太大的聲響會引起鄰居警覺，因此只是簡單清理了屋內，食用了冰箱內的罐頭食品，便在客廳沙發上和衣休息，等待天亮。凌晨，朝倉從車內取來更多工具，開始在浴室內對遺體進行分屍處理，進行到上午7點半左右，上了年紀的朝倉體力不支，決定暫時休息。
6月28日上午9點，一整天沒有女兒消息的幸子母親打電話請鄰居前往白石家查看，朝倉應了門，謊稱自己叫一瀨（イチノセ），並稱白石家在昨天搬走了，打發了鄰居。鄰居的突然來訪讓朝倉心生警惕，他開始加速處理遺體並準備後路。朝倉將做案用的轎車開到大門前停放，將已經支解完成的三具遺體裝進一個藍色背包並搬至玄關，把已經用不上的工具也都收了進去。由於擔心還有人來訪，朝倉不敢直接將背包搬上車，他決定繼續處理其餘遺體，等待天黑再進行轉移。
與此同時，居住在東京都町田市的幸子弟弟接到了母親打來的電話，稱本來約在今天上午10點見面的幸子從昨天就連絡不上人，請了鄰居去察看卻發現屋裡有陌生人，宣稱白石家已經搬走了。察覺有異的幸子弟弟在上午11點半前往白石家轄區的石神井警察署報案，石神井警察署派出兩名警員陪同幸子弟弟前往白石家進行安全檢查。下午1點左右，三人抵達白石家，朝倉發現警員之後試圖從大門逃走，但是被警員攔下盤查，在警員的盤問下，朝倉很快就供認了罪行，當場被捕。警員在屋內發現了白石一家五口已經被分屍的遺體。

## 調查
由於案件性質惡劣，朝倉被捕當天午後，警視廳搜查一課就在石神井警察署內設立了搜查本部，開始正式調查。經審訊後，朝倉對警方做出了以下供認：
- 前一天行兇之後什麼也沒吃，一直在忙著處理遺體。曾經想過把男主人（白石明）的骨頭壓碎，對殺害婦女與兒童感到愧疚。[2]
- 擔心會破產，打算殺了這家人，清理房屋之後交給買主。[7]
- 計畫在28日晚上把遺體丟棄在富士山腳下的樹海，如果因為氣候不佳或其他因素無法前往，就暫時藏匿在臨時租用的公寓中。如果分解不順利，也會先暫時把遺體轉移到公寓中再繼續作業。只要在6月30日前無人發現，就可以順利把房子賣掉。[8]
- 進屋後先殺害了女主人、三女跟次子，二女兒回家後先簡單的套話才殺了她。男主人返家後朝倉對他進行了大約30分鐘的怒罵才以斧頭殺了他。[9]
- 最生氣的對象是女主人，因為她對朝倉的質問總是嗤之以鼻。因為擔心孩子長大會報復，所以一開始就不打算留活口。[10]

隨著調查推進，警方很快就查到了朝倉事前購買大量工具與做案車輛的事實，據此推斷做案具有「強烈的計畫性」。警方還在屋內發現了一部電動絞肉機，推測朝倉可能打算分屍後再絞碎，以達到徹底毀屍滅跡的目的。
1983年6月30日，朝倉幸治郎被依殺人、損毀遺體等罪嫌移送東京地檢。
在審訊過程中，朝倉的表現始終如一，他平靜的敘述做案過程，並多次表示「鬆了一口氣」。2006年，一位當年曾參與調查的搜查員在接受作家上條昌史的採訪時表示「朝倉屬於確信犯，他始終不覺得自己有做錯什麼，儘管他殺害了不只一名兒童。在整個審訊過程中他都沒有表現出任何悔意，對受害者也不存在多少愧疚感。」時任搜查一課課長田宮榮一也接受了上條昌史的採訪，「第一批搜查人員與法醫幾乎是同時抵達現場，但是他們都被震懾得說不出話來，現場實在太過慘烈。屋內大部分地方其實並沒有什麼血跡（因為朝倉進行過清理），但是卻瀰漫著濃烈的腐臭味。在浴室內，搜查員發現了被切斷並瀝乾的慘白色肢體，它們被隨意地塞在浴缸裡面，看起來像是一桶巨大的醃蘿蔔。浴室外的走廊上擺著數個黑色塑膠袋，裡面是被害者的內髒，惡臭主要從這裡傳出。現場太過慘不忍睹，一時間根本無法確定有多少受害者。」
搜查一課對房屋的下水道與相連的排水溝進行了徹底的調查取證，很輕易地取得了包含魯米諾反應、人體組織碎片等大量物證，然而，弄清楚朝倉的心理狀態卻困難重重。2004年，一位在案發時在石神井警察署任職的巡査部長接受新潮社旗下綜合雜誌《週刊新潮》訪問，他表示「朝倉似乎一直想說服旁人認同他的觀點，就像赤穗事件或是恐怖主義一樣。因此部分同情他的報導認為他"不得不做案"，實在讓我十分困惑。」田宮榮一接受《週刊新潮》訪問時也表示「朝倉的自白一直試圖淡化預謀做案的色彩，他的計畫主要出錯在錯估了分屍所需要的時間跟體力。」
法醫屍檢結果，被害者的死因如下：
- 白石明-頸部左側割傷，失血過多死亡。[2]
- 白石幸子-頭、頸部重創，失血過多死亡。[2]
- 白石朋子-窒息死亡。[2]
- 白石昌子-窒息死亡。[2]
- 白石正利-頭部創傷與左側頸部割傷，失血過多死亡。[2]

筑波大学醫學院精神病理學教授小田晉在接受《朝日新聞》晚報採訪時表示「從公開的資料來看，兇手並非精神病患者，這些罪行可能是其強迫型人格極端化所帶來的結果。這種人格的特徵是非常有耐心，但是一旦爆發會變得極其殘忍、自我中心、心胸狹隘。」
上條昌史在刊登於《新潮45》的報導最後寫道「通常來說，在搜查行動正式結束後，搜查本部的人員會一起慶祝一下，不過也許是本案的氣氛實在太糟了，搜查人員都沒有那個心情，因此沒有舉辦任何慶祝會。」

## 審判

### 一審
1983年7月19日，東京地檢以殺人、損毀遺體等罪嫌起訴了朝倉幸治郎。10月21日，第一次聽證會於東京地方裁判所舉行，朝倉對所有罪行供認不諱，並當庭對家屬謝罪。檢察官主張，朝倉刻意在不同地點購買工具，甚至特別購買了一輛二手車用於犯案，顯見其做案具備強烈的計畫性。辯方律師則主張，朝倉在犯案時處於精神失常的狀況，無法判斷是非，請求精神鑑定。
1984年7月17日，第12次開庭，東京地裁刑事第15部主審法官柴田孝夫裁判長同意將此案交付精神鑑定，法院委由時任慶應義塾大學醫院院長、精神神經科教授保崎秀夫執行鑑定。1985年6月，鑑定結果出爐，保崎秀夫認為朝倉在犯案時處於精神高度緊張的狀態，但是未達到精神疾病的程度，對於正常事理的判斷可能受到輕微的影響，不過並沒有嚴重受損。
1985年10月18日，東京地檢在量刑聽證會上具體求處被告死刑。檢方主張「被告一直強調被害人沒有展現讓出房屋的誠意，但實際上被害人本就沒有答應要讓出房屋，是被告依據自己的獨斷借出了高額貸款、簽訂出售合約，導致自己陷入財務困境，最終導致了慘案發生。」由於精神鑑定顯示被告犯案時沒有精神異常，因此沒有任何寬大處理的理由，理應判處死刑。
辯方律師則強調「1980年推出的法拍制度號稱任何人都可以參加，但實際上制度複雜且不透明，導致作為新手的被告在沒有完全了解風險的情況下就貿然投入，進而陷入財務困境，不健全的制度也是間接導致慘案的原因之一。」同時仍繼續主張朝倉犯案時處於精神失常的狀態，按國際慣例應避免判處死刑。辯方律師西垣道夫於前一年（1984年）確診癌症末期，被醫生宣布餘命僅剩數個月，但是他仍費盡心思為朝倉辯護。1985年11月30日，西垣道夫因癌症病逝，享年42歲。朝倉的妻子與兩個孩子都參與了守靈，並在接受朝日新聞訪問時表達了對西垣道夫的感激之情。
1985年12月20日，一審宣判，朝倉幸治郎被判處死刑。主審法官柴田孝夫裁判長給出的判決理由摘要如下：
- 不可否認，被害人的態度跟行為確實激怒了被告，但是被害人的過錯並非嚴重到需要「以死來償還」，且被告的犯罪動機依然是自私的，是為了經濟利益與自保而犯案。[22]
- 辯方稱被被告做案時處於精神混亂的狀態，但是沒有任何證據顯示被告患有嚴重到可適用限定刑事責任的精神疾病。[22]
- 這是一場經過精心策畫的犯罪，被告殘忍、毫無同情心，其罪行之惡劣，令人難以相信這是一個人類可以做得出來的。一個家庭的毀滅產生的影響是巨大的，被害者家屬尋求死刑判決合情合理。如此兇惡的案件對社會的影響也不容小覷。[22]
- 案發後，儘管被告很有誠意的的試圖通過處置個人財物彌補唯一倖存者，但是一個殺害全家人的兇手，實在令人難以信任。考慮到唯一倖存者所受到的創傷，任何彌補都是蒼白且無力的。[21]
- 即使考慮被告過去的社會聲譽，踐踏人倫道德底線的罪行也無可饒恕，唯有以死刑懲罰。[22]

### 上訴審
1985年12月26日，新任辯方律師以量刑不當為由提出上訴。在上訴審中，朝倉的精神狀態為最大爭議點，辯方律師主張朝倉在犯案時因為巨大的壓力處於精神耗弱狀態，不具備刑事行為能力。
1990年1月23日，東京高裁刑事第4部高木典雄裁判長駁回上訴，維持一審原判，駁回理由摘要如下：
- 一審精神鑑定已確定被告精神正常，具備完全刑事行為能力，同時鑒於被告對犯罪細節的詳細敘述，顯然也不存在意識障礙等問題，辯方主張被告精神異常卻無法提出證明。[25][27]
- 被告行為自私，罪行殘忍，即便犯後表現出了一定程度的悔意，考量社會影響，其罪行的嚴重性不容忽視。[27]

辯方不服，繼續上訴至最高法院。最高法院第一小法庭高橋久子裁判長於1996年11月14日駁回上訴請求，朝倉幸治郎死刑定讞。

## 後續
- 2001年12月27日，朝倉幸治郎在東京拘置所被執行死刑，當時66歲[33][34]，是日本在21世紀的首個死刑執行[35]。
- 因為參與林間學校活動而倖存的長女白石吉子被老師暫時隱瞞了家人的死訊，以保證在戶外活動的安全性。[36]吉子在返回東京後才被家屬告知了家人的死訊，一開始家屬僅以交通事故為由安撫吉子[37][38]，但是在經過討論後，家屬認為吉子有權知道真相，因此有限度地告知了吉子家人是被殺害的事實，但是隱瞞了分屍等過於殘忍的細節[39]。
- 1983年7月1日，白石家的葬禮在愛染院（日语：愛染院 (練馬区)）舉行，由白石明的弟弟，同時也是愛染院住持親自主持。葬禮過後，吉子收到了來自全國各地的大量信函，數量達百封以上，絕大多數都是對她的鼓勵與安慰。[40]吉子後被做為愛染院住持的叔叔一家收養，搬到了練馬區的春日町生活[41]，在事發大約兩周後進入新學校上學[42]。儘管受到叔叔一家的悉心照顧，家人被害的事實仍然對吉子造成嚴重的影響。一位經常前往探視的石神井警察署巡査部長對《週刊新潮》表示，吉子上中學後不久就開始出現白髮，並展現出建立自己家庭的強烈渴望，她在專門學校畢業後很快就結了婚，22歲生下長子。[12]
- 事發房屋後續因產權糾紛，閒置了相當長一段時間，後被拆除，與附近的土地一起被教育集團收購，改建為保育園。

## 相關作品
- 《理由》（1998）-宮部美幸創作，朝日新聞社出版。受到本事件的啟發創作，以不動產競標與非法占用為主題的的小說作品。
- 《深紅》（2000）-野澤尚創作，講談社出版。以本事件為原型改編的小說作品（儘管作者並未明確承認）。於2005年改編為電影。
- 《記憶的技法》（2002）-吉野朔實（日语：吉野朔実）創作，小學館出版。以白石吉子的遭遇為原型改編的漫畫作品（儘管作者並未明確承認）。
- 《次郎先生的憂鬱》（1986）-山崎哲（日语：山崎哲）創作的舞台劇，以本事件為原型進行改編。
- 儘管沒有直接使用，但是「全家被殺，只有一個在外的孩子倖存」這樣的情節影響了後續的許多作品，比如富士電視台的月九連續劇《追緝線索~科搜研之男~》就使用了類似的設定。